# Single numer jeden w roku 1994 (Japonia)
Notowanie Weekly Singles Chart (jap. 週間シングルチャート Shūkan Shinguru Chāto) przedstawia najlepiej sprzedające się single w Japonii. Publikowane jest ono przez magazyn Oricon Style, a dane kompletowane są przez Oricon w oparciu o cotygodniowe wyniki sprzedaży fizycznej singli. Poniżej znajdują się tabele prezentujące najpopularniejsze single w danych tygodniach w roku 1994.

## Oricon Weekly Singles Chart
| Data            | Utwór | Wykonawca                     | Źródło |
| --------------- | --- | ----------------------------- | ------ |
| 3 stycznia      | wstrzymanie publikacji                                                                                                | wstrzymanie publikacji        | [ 1 ]  |
| 10 stycznia     | „Romance no kamisama” (jap. ロマンスの神様)                                                                           | Kōmi Hirose                   | [ 1 ]  |
| 17 stycznia     | „Romance no kamisama” (jap. ロマンスの神様)                                                                           | Kōmi Hirose                   | [ 1 ]  |
| 24 stycznia     | „WINTER SONG” | Dreams Come True              | [ 1 ]  |
| 31 stycznia     | „Romance no kamisama”                                                                                                 | Kōmi Hirose                   | [ 1 ]  |
| 7 lutego        | „OH MY LITTLE GIRL”                                                                                                   | Yutaka Ozaki                  | [ 1 ]  |
| 14 lutego       | „Kono ai ni oyogi tsukarete mo/Boy” (jap. この愛に泳ぎ疲れても/Boy)                                                   | Zard                          | [ 1 ]  |
| 21 lutego       | „Don’t Leave Me” | B’z                           | [ 1 ]  |
| 28 lutego       | „Don’t Leave Me” | B’z                           | [ 1 ]  |
| 7 marca         | „Don’t Leave Me” | B’z                           | [ 1 ]  |
| 14 marca        | „Tada nakitaku naru no” (jap. ただ泣きたくなるの)                                                                     | Miho Nakayama                 | [ 1 ]  |
| 21 marca        | „Hey Hey ōkini maido ari” (jap. Hey Hey おおきに毎度あり)                                                             | SMAP                          | [ 1 ]  |
| 28 marca        | „GAMBA-ranakucha ne” (jap. GAMBAらなくちゃね)                                                                         | Lindberg                      | [ 1 ]  |
| 4 kwietnia      | „IT’S ONLY LOVE/SORRY BABY”                                                                                           | Masaharu Fukuyama             | [ 1 ]  |
| 11 kwietnia     | „IT’S ONLY LOVE/SORRY BABY”                                                                                           | Masaharu Fukuyama             | [ 1 ]  |
| 18 kwietnia     | „IT’S ONLY LOVE/SORRY BABY”                                                                                           | Masaharu Fukuyama             | [ 1 ]  |
| 25 kwietnia     | „IT’S ONLY LOVE/SORRY BABY”                                                                                           | Masaharu Fukuyama             | [ 1 ]  |
| 2 maja          | „Nights of The Knife”                                                                                                 | TMN                           | [ 1 ]  |
| 9 maja          | „WHEREVER YOU ARE” | Dreams Come True              | [ 1 ]  |
| 16 maja         | „WHEREVER YOU ARE” | Dreams Come True              | [ 1 ]  |
| 23 maja         | „Natsu o dakishimete” (jap. 夏を抱きしめて)                                                                           | TUBE                          | [ 1 ]  |
| 30 maja         | „Sora to kimi no aida ni/Fight!” (jap. 空と君のあいだに/ファイト!)                                                    | Miyuki Nakajima               | [ 1 ]  |
| 6 czerwca       | „survival dAnce ~no no cry more~”                                                                                     | trf                           | [ 1 ]  |
| 13 czerwca      | „innocent world” | Mr. Children                  | [ 1 ]  |
| 20 czerwca      | „Sekai ga owaru made wa...” (jap. 世界が終るまでは…)                                                                  | Wands                         | [ 1 ]  |
| 27 czerwca      | „Sekai ga owaru made wa...” (jap. 世界が終るまでは…)                                                                  | Wands                         | [ 1 ]  |
| 4 lipca         | „Hitomi sora sanai de” (jap. 瞳そらさないで)                                                                          | DEEN                          | [ 1 ]  |
| 11 lipca        | „innocent world” | Mr. Children                  | [ 1 ]  |
| 18 lipca        | „Rusty Nail” | X Japan                       | [ 1 ]  |
| 25 lipca        | „Rusty Nail” | X Japan                       | [ 1 ]  |
| 1 sierpnia      | „Miss You” | Miki Imai                     | [ 1 ]  |
| 8 sierpnia      | „Hello, my friend” | Yumi Matsutōya                | [ 1 ]  |
| 15 sierpnia     | „HEART/NATURAL/On Your Mark”                                                                                          | CHAGE&ASKA                    | [ 1 ]  |
| 22 sierpnia     | „Konna ni soba ni iru no ni” (jap. こんなにそばに居るのに)                                                            | Zard                          | [ 1 ]  |
| 29 sierpnia     | „SPY” | Noriyuki Makihara             | [ 1 ]  |
| 5 września      | „VIRGIN BEAT” | Kyōsuke Himuro                | [ 1 ]  |
| 12 września     | „Hello, my friend” | Yumi Matsutōya                | [ 1 ]  |
| 19 września     | „Ganbarimashō” (jap. がんばりましょう)                                                                                | SMAP                          | [ 1 ]  |
| 26 września     | „Itoshisa to setsunasa to kokoro tsuyosa to” (jap. 恋しさと せつなさと 心強さと)                                      | Ryōko Shinohara with t.komuro | [ 1 ]  |
| 3 października  | „TRUE BLUE” | Luna Sea                      | [ 1 ]  |
| 10 października | „Itoshisa to setsunasa to kokoro tsuyosa to”                                                                          | Ryōko Shinohara with t.komuro | [ 1 ]  |
| 17 października | „Eien no yume ni mukatte” (jap. 永遠の夢に向かって)                                                                   | Maki Ōguro                    | [ 1 ]  |
| 24 października | „Sutekina tanjōbi/Watashi no daijina hito (Single Version)” (jap. 素敵な誕生日/私の大事な人 (シングル・ヴァージョン)) | Chisato Moritaka              | [ 1 ]  |
| 31 października | „TENCA o torō! -Uchida no yabō-” (jap. TENCAを取ろう! -内田の野望-)                                                   | Yuki Uchida                   | [ 1 ]  |
| 7 listopada     | „Haru yo, koi” (jap. 春よ、来い)                                                                                      | Yumi Matsutōya                | [ 1 ]  |
| 14 listopada    | „Suki/Kizuite yo” (jap. すき/きづいてよ)                                                                              | Dreams Come True              | [ 1 ]  |
| 21 listopada    | „Tomorrow never knows”                                                                                                | Mr. Children                  | [ 1 ]  |
| 28 listopada    | „Meguri ai” (jap. めぐり逢い)                                                                                         | CHAGE&ASKA                    | [ 1 ]  |
| 5 grudnia       | „MOTEL” | B’z                           | [ 1 ]  |
| 12 grudnia      | „Tomorrow never knows”                                                                                                | Mr. Children                  | [ 1 ]  |
| 19 grudnia      | „Tomorrow never knows”                                                                                                | Mr. Children                  | [ 1 ]  |
| 26 grudnia      | „everybody goes -Chitsujo no nai gendai ni Drop Kick-” (jap. everybody goes -秩序のない現代にドロップキック-)         | SMAP                          | [ 1 ]  |